# Дева (індуїзм)
Дева, девата (санскр. देव, deva IAST) — в індуїзмі: небесні істоти, янголи чи божества. У писаннях і традиції індуїзму девати зазвичай протиставляються демонічним ракшасам та асурам, в чоловічій формі. Жіночі форми божеств називають Деві (богиня)

## Роль девів у різних традиціях
Для послідовників адвайта Єдиний Бог проявляється як Сагуна-Брахман — персоніфікація Брахмана у особистісних формах, таких як Вішну або Крішна. У більшості течій індуїзму Бог, у своєму особистісному аспекті як Ішвара або у своїй ролі факультативних аспектів як Брахман (Верховний Дух), завжди є Верховним Керуючим.
У «Катха-упанішада» стверджується:
|  | Від страху перед Його силою дме вітер; від страху перед Ним сходить сонце; бояться Його Агні, Індра, і сама смерть тікає геть. |

Брахман, у своїй особистій або безособовій формі, завжди є Єдиною Абсолютною Істиною.
Однак деякі індуси, такі як послідовники традиції смарта, поклоняються Богу у будь-якій антропоморфічній формі, якщо вона служить для вираження бгакті.
Для послідовників вайшнавізму, деви знаходяться у підлеглому становищі і є слугами Всевишнього Вішну або Крішни у різних Його іпостасях або аватарах. Вайшнави на підтвердження своєї позиції наводять різні цитати з Вед. Наприклад, у «Ріг-веді» (1.22.20) стверджується
|  | Усі девати (півбоги) шанують стопи Господа Вішну. |

У «Вішну-сахасранамі» також мовиться:
|  | Ріші (великі мудреці), предки, девати, усі елементи, усе рухоме і нерухоме, що існує у Всесвіті, походить від Нараяни. |

Таким чином зазначається, що девати знаходяться у підлеглому становищі стосовно Верховного Бога Вішну.
У «Бгагавад-гіті» Крішна стверджує, що поклонятися деватам не слід, але можна їм виражати повагу, як відданим слугам Вішну:
|  | Ті, хто з вірою поклоняються іншим богам, насправді поклоняються Мені одному, о сину Кунті, але роблять це неправильно. |

Крішна пояснює, що поклоніння такого роду приносять тільки тимчасові матеріальні плоди і не призводять до досягнення духовної досконалості:
|  | недалекі люди поклоняються деватам, однак отримують вони плоди мізерні і минущі. Ті, хто поклоняються деватам, потрапляють на планети деватів (півбогів), але ті, хто відданий Мені, досягають Моєї найвищої обителі. |

Крішна також говорить:
|  | Я перебуваю в серці кожного як Наддуша, і, коли людина хоче поклонятися тому чи іншому деваті, Я зміцнюю його віру у цього девата, щоб він міг вручити себе йому. З такою вірою люди поклоняються цьому деватові і домагаються бажаного. Але насправді всі блага, які він отримує, дарую Я один (через них). |

У «Бгагавад-гіті» Крішна також проголошує:
|  | Я — першопричина усіх деватів і Ріші (мудреців). |

## Девати у Ведах
Пантеон традиції шраута складається з різних богів і богинь.
- Вішвадеви
- Агні
- Індра
- Савітрі
- Ваю
- Варуна
- Марута
- Адітьї
- Пушан
- Бріхаспаті
- Ашвіни
- Прітхві
- Дьяус
- Антарікша
- Дішас
- Мурдха
- Праджапаті